# Tambaredjo Noordwest
Tambaredjo Noordwest is een aardolieveld in het district Saramacca in Suriname.
Het veld is gelegen in het Boeroezwamp tussen de beide andere olievelden Tambaredjo en Calcutta. In het noorden grenst het gebied aan het Natuurreservaat Coppenamemonding. Het gebied is 23 km2 groot en ligt geheel binnen het Bijzonder Beheersgebied Noord-Saramacca.
Er werd olie ontdekt in 2005 en in 2010 verscheen er een rapport over de mogelijke gevolgen voor het milieu van de exploitatie ervan. Daarna werd tot productie overgegaan.
In 2019 verscheen er opnieuw een milieurapport van het Zuid-Afrikaanse bedrijf SRK Consulting (South Africa) (Pty) Ltd (SRK). Het rapport betrof alle drie de olievelden. De olie die er gewonnen wordt is zwaar en soms moeilijk vloeibaar. Dit rapport ging over de gevolgen van het injecteren van synthetische polymeren om de traagvloeibaarheid te verhelpen. Een belangrijke overweging was dat het gebied boven een belangrijke aquifer ligt die niet bezoedeld moet raken. Het rapport acht de kans daarop aanvaardbaar.
Spelers:
Staatsolie Maatschappij Suriname · Tout Lui Faut-raffinaderij · Energie Autoriteit Suriname · Suriname Energy, Oil & Gas Summit · Suriname Energy Chamber · Caribbean Energy Chamber
Onshore:
Calcutta-olieveld ·
Tambaredjo-olieveld ·
Tambaredjo Noordwest
Offshore:
Blok 52 ·
Blok 53 ·
Blok 58